# Vérkhniaia Maza
Vérkhniaia Maza (en rus: Верхняя Маза) és un poble (un possiólok) de l'óblast de Vorónej, a Rússia, segons el cens del 2010 tenia 448 habitants.